# Єгорково
Єго́рково (рос. Егорково, марій. Штрамарий почиҥга) — присілок у складі Параньгинського району Марій Ел, Росія. Входить до складу Єлеєвського сільського поселення.

## Населення
Населення — 132 особи (2010; 117 у 2002).
Національний склад (станом на 2002 рік):
- марі — 100 %